# Encyclopaedia of the History of Science, Technology, and Medicine in Non-Western Cultures
L'Encyclopaedia of the History of Science, Technology, and Medicine in Non-Western Cultures (Encyclopédie de l'histoire des sciences, de la technologie et de la médecine dans les cultures non occidentales, EHSTMNC) est une encyclopédie éditée par Helaine Selin et publiée par Kluwer Academic Publishers en 1997, avec une deuxième édition en 2008 et une troisième édition en 2016.

## Sommaire
Selon la préface: 

« Le but de l'Encyclopédie est de rassembler les connaissances de nombreux domaines disparates en un seul endroit pour légitimer l'étude de la science des autres cultures ... Les divisions académiques occidentales de la science, la technologie et la médecine ont été unis dans l'Encyclopédie parce que dans les anciennes cultures ces disciplines étaient connectées. »

La première édition (1997) compte 600 articles rédigés par divers experts. Le rangement est alphabétique de "Abacus" à "Zu Chongzi". Il contient un index des pages 1079 à 1117. K. V. Sarma (en) a contribué à 35 articles, Greg De Young 13, Boris Rosenfeld 12 et Emilia Calvo et Ho Peng Yoke 11 chacun. Fabrizio Pregadio (en) a rédigé 10 articles, Julio Samo en a écrit 9, et Richard Bertschinger, Radha Charan Gupta et David A. King en ont chacun écrit 8. Des dizaines d'autres contributeurs ont écrit moins d'articles. 
En 2008, l’Encyclopédie a été scindée en deux volumes et étendue à 1000 articles pour une deuxième édition. Une troisième édition est parue en 2016 (DOI 10.1007/978-94-007-7747-7).

## Commentaires
- Toby E. Huff (1999) Révision: EHSTMNC, Isis 90 (2): 410,1 DOI 10.1086/384409

« Une splendide collaboration entre chercheurs, et certains diraient qu'elle s'est fait attendre depuis longtemps. »
Huff compte dix-neuf entrées sur des cartes et la fabrication de cartes, cinq sur la géométrie, onze sur l'environnement, quatre sur l'urbanisme, cinq sur les questions est-ouest, six sur le colonialisme, six sur la technologie textile, dix sur les poids et mesures.
- Jensine Andresen (1999) Révision: EHSTMNC, Zygon DOI 10.1111/0591-2385.00218

Dissipe l'illusion que « des membres de cultures non occidentales n'ont offert que des contributions marginales à l'enquête rigoureuse sur le monde naturel ».
« Catalyse un réexamen approfondi de la portée du lien idéationnel influant sur l'interaction entre religion et science en Occident ».
Andresen qualifie les contributeurs de « groupe iconoclaste ».
- Sujit Sivasundaram (2010) Review: Deuxième édition de l'EHSTMNC, The British Journal for the History of Science DOI 10.1017/S000708741000049X

« Les tournants du récit historique européen sont contextualisés par d'autres sens chronologiques et spatiaux, et sont donc décentralisés de leur statut mythique en tant qu'événements de la naissance de la science moderne. »
La deuxième édition passe "du plaidoyer à l'analyse". Le critique estime que le terme non occidental est dépassé, en particulier à cause de la prolifération des régions ethnobotaniques et exclut l'Europe sauf en tant que colonisateur.